# Porraimos
Genocidio gitano o porraimos (en romaní, Porrajmos, literalmente «devoración») son los nombres dados a los intentos de la Alemania nazi y el Ostmark austríaco de exterminar a la mayoría de los pueblos gitanos de Europa, como parte del Holocausto durante la Segunda Guerra Mundial. 
El tema ha sido muy poco estudiado y ha quedado oscurecido por la Shoah (término hebreo utilizado para referirse al Holocausto, la aniquilación judía en Europa por la Alemania nazi). Otros aspectos del Holocausto incluyen la campaña nazi contra personas con discapacidades (ver Aktion T4) y el uso de mano de obra esclava polaca en los campos de concentración. Debido a que las comunidades gitanas de la Europa oriental estaban menos organizadas que las comunidades judías, es más difícil evaluar el número de asesinados, aunque se cree que se encuentra entre 220.000 y 500.000. Solo en años recientes la comunidad gitana ha empezado a demandar ser incluida entre las víctimas del régimen nazi. Hasta ahora, la respuesta ha sido mixta.

## Utilización del término
Algunos activistas gitanos rusos y de los Balcanes protestaron contra el uso de la palabra Porajmos. En los dialectos de la Península Balcánica es sinónimo de una palabra (Poravipe) que significa «violación», por lo que los activistas consideran que el término es ofensivo. Los activistas gitanos de los Balcanes prefieren «Samudaripen», y algunos activistas gitanos rusos utilizan «Kali Traš» (El Miedo Negro).
El término porajmos se introdujo en la literatura académica por el activista Ian Hancock, a inicios de la década de 1990, aunque él no acuñó el término. También existe otro término: Samudaripen (Asesinato en masa), acuñado por Marcel Courthiade, pero desechado por no ser conforme a la lengua gitana.

## Política nazi antigitana

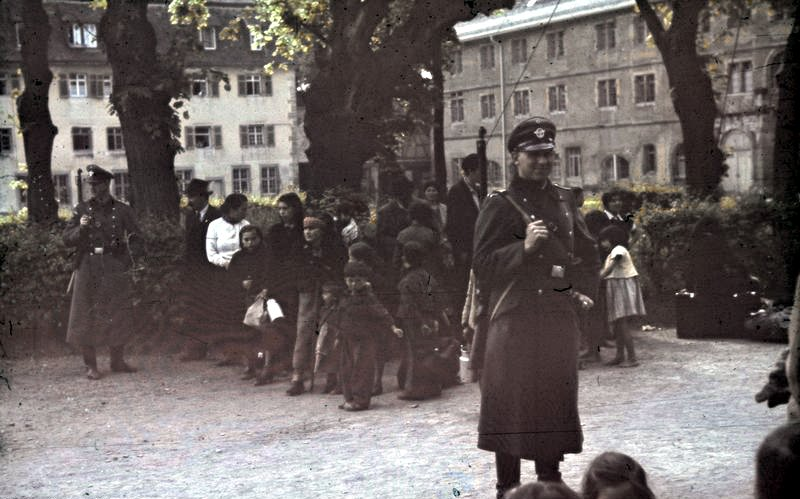
Sinti y gitanos siendo deportados en la ciudad de Asperg - 22 de mayo de 1940

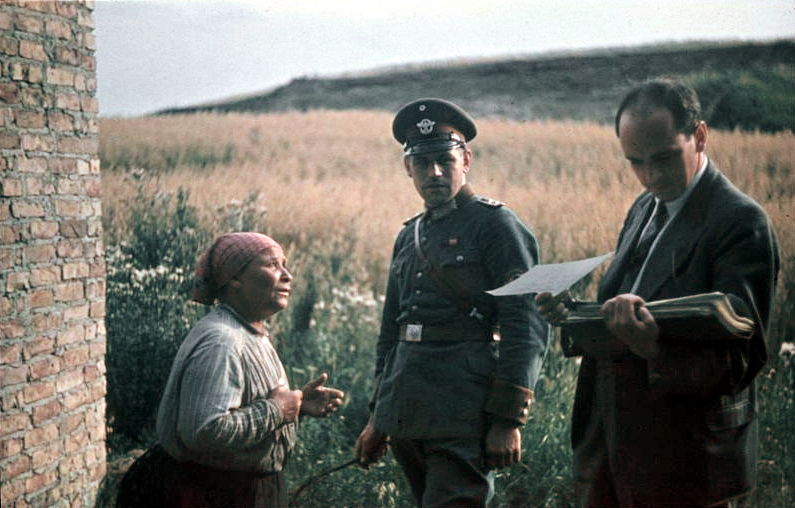
Mujer gitana con un policía alemán y el psicólogo nazi Robert Ritter

En los mil años que las tribus gitanas han vivido en Europa, han sido objeto de persecución antigitana y humillación; son estigmatizados como criminales comunes, inadaptados sociales y vagabundos. Dada la predilección nazi por la «pureza racial», parecía inevitable que los gitanos estuvieran entre sus primeras víctimas. No obstante, en los primeros días del Tercer Reich, los gitanos presentaron un problema para la ideología racial de Hitler. La lengua gitana es una de las lenguas indoeuropeas, surgidas en el norte de la India. Los antropólogos nazis se dieron cuenta de que los gitanos migraron a Europa desde la India y que, por tanto, eran descendientes de los ocupantes arios del subcontinente, que se creía en ese tiempo habían invadido India desde Europa. En otras palabras, los gitanos eran hablantes de una lengua aria; por consiguiente, los gitanos eran arios o quizás aún más arios que los propios alemanes.
Uno de los ideólogos raciales nazis, Hans F. K. Günther, añadió un componente socioeconómico a la teoría de la pureza racial. Si bien concedía que los gitanos de hecho descendían de los arios, procedían de las clases más pobres que se habían mezclado con varias razas «inferiores» que encontraron en su paso errante. Esto fue posible, explica, considerando por su pobreza extrema y estilo de vida nómada. Si bien concedía que había algunos grupos que eran «arios puros», la mayoría de los gitanos suponía una amenaza a la homogeneidad aria debido a su mestizaje racial.
Para estudiar el problema a profundidad, los nazis establecieron la Unidad de Investigación de Higiene Racial y Biología Demográfica (Rassenhygienische und Bevölkerungsbiologische Forschungsstelle, Sección L3 del Departamento de Salud del Reich) en 1936. Comandado por el Dr. Robert Ritter y su asistente Eva Justin, se encargó de efectuar un estudio a profundidad de la cuestión gitana (Zigeunerfrage) y proveer la información requerida para formular una nueva ley referente a la población gitana del Reich. Luego de un estudio de campo extensivo durante la primavera de 1936, consistente en entrevistas y exámenes médicos para obtener información genealógica y genética, se determinó que la mayoría de los gitanos representaban un peligro para la pureza racial alemana y, por tanto, debían ser eliminados. No se tomó ninguna decisión con respecto al resto (alrededor del 10 % de la población gitana total de Europa), ante todo las tribus Sinti y Lalleri que vivían en Alemania, aunque se realizaron varias sugerencias. 
En cierto punto, Heinrich Himmler incluso sugirió el establecimiento de una reserva remota donde «gitanos puros» pudieran continuar libremente con su estilo de vida nómada. Según él:

... La finalidad de tomar ciertas medidas por el Estado para defender la homogeneidad de la nación alemana debe ser la separación física de los gitanos de la nación alemana, la prevención del mestizaje y, finalmente, la regulación de la forma de vida de los gitanos puros y de los medio gitanos.

### Pérdida de ciudadanía
El 14 de noviembre de 1935, se promulgó la ley para la «Protección de la sangre y el honor», coloquialmente conocida como las Leyes de Núremberg. A causa de ella, se prohibió el matrimonio entre arios y no arios. Los criterios que definían quién era gitano, eran exactamente dos veces más estrictos que aquellos que definían cualquier otro grupo. La segunda ley de Núremberg, la Ley de la ciudadanía del Reich, despojó de la ciudadanía a las personas negras no arias. Los gitanos, así como los judíos, perdieron su derecho al voto el 7 de marzo de 1936.

### Exterminio

El triángulo marrón. Prisioneros gitanos en campos de concentración alemanes, tales como Auschwitz, eran forzados a usar el triángulo invertido en sus uniformes de prisioneros para distinguirlos de los otros presos.

La esterilización de gitanos empezó en 1933. También en este año los nazis establecieron campos para encerrar a los gitanos en Dachau, Dieselstrasse, Mahrzan y Vennhausen. Los estudiosos estiman el genocidio gitano en un rango de 220.000 a medio millón, aunque Ian Hancock desafía esta cifra y propone un estimado entre 500.000 y 1.500.000.
Los gitanos eran reunidos en guetos, como el gueto de Varsovia (abril-junio de 1942), donde formaron distintas subclases. El cronista del gueto, Emanuel Ringelblum, especulaba que los gitanos eran enviados al gueto de Varsovia porque los alemanes querían:

...echar en el gueto todo lo que era característicamente sucio, desaliñado, extraño o que debía ser temido y que, de todas maneras, debía ser destruido.

Más al Este, los Einsatzgruppen seguían el rastro de los campamentos judíos y asesinaban a sus habitantes en el lugar, sin dejar registro alguno de sus víctimas. Los gitanos fueron también víctimas de regímenes títeres que cooperaron con el Tercer Reich durante la guerra, especialmente el régimen Ustachá en Croacia. En el Campo de concentración de Jasenovac, decenas de miles de gitanos fueron asesinados junto con serbios y judíos. Los gitanos serbios son parte del litigio pendiente contra los bancos del Vaticano y otros en la Corte Federal Norteamericana, en procura del retorno del botín de guerra.
El 16 de diciembre de 1942, Himmler ordenó que los candidatos gitanos a ser exterminados debían ser deportados al campo de concentración de Auschwitz. Para el pueblo gitano de Europa, esta orden fue equivalente a la decisión del 20 de enero de 1942, tomada en la Conferencia de Wannsee, por la cual los burócratas nazis decidieron la «Solución Final» al «problema judío». El 15 de noviembre de 1943, Himmler ordenó que los gitanos y «medio gitanos» debían ser puestos «en el mismo nivel que los judíos» y ubicados en campos de concentración."
Los gobiernos de algunos aliados nazis, concretamente Eslovaquia, Hungría y Rumanía, también contribuyeron al plan nazi de exterminio gitano, pero éste fue implementado en una escala más pequeña, y la mayoría de los gitanos en estos países sobrevivieron, a diferencia de aquellos en Ustashe Croacia o en áreas directamente administradas por la Alemania Nazi (tal como Polonia). El efecto demográfico es aún hoy en día perceptible, con las poblaciones de los países que no intentaron exterminar a sus gitanos con un 4-6 % de gitanos (ver Pueblo gitano). El gobierno húngaro del Partido de la Cruz Flechada deportó entre 28.000 y 33.000 gitanos de una población estimada de 70.000 a 100.000.
El gobierno croata envió 26 000; de los gitanos asesinados, alrededor de la mitad fue asesinado en el campo de concentración de Jasenovac. De la misma manera, el gobierno rumano de Ion Antonescu tuvo sus propios campos de concentración en Transnistria, a los cuales fueron deportados 25.000 gitanos, de los cuales 11.000 murieron. Al menos una de las víctimas famosas del Holocausto judío parece haber visto gitanos en Auschwitz: Ana Frank.
En el Protectorado de Bohemia y Moravia, los gitanos fueron enviados a los campos de concentración de Lety y Hodonín, antes de ser transferidos a Auschwitz para ser gaseados. Lo que hace único al campo de concentración de Lety es que estaba vigilado por guardias checos, que podían ser incluso más brutales que los alemanes, como está testificado en el libro de Paul Polansky, Silencio negro. El genocidio fue tan meticuloso que la gran mayoría de los gitanos de la República Checa actual descendían de migrantes provenientes de Eslovaquia que se mudaron allí durante los años de postguerra cuando ambas repúblicas conformaban Checoslovaquia.

## Reconocimiento
El primer monumento en conmemoración de las víctimas del holocausto gitano fue erigido el 8 de mayo de 1956 en la localidad polaca de Szczurowa, en recuerdo de la masacre de Szczurowa. Desde 1996, una caravana gitana a modo de homenaje recorre los principales lugares de la memoria de Polonia, desde Tarnów hasta Auschwitz, Szczurowa y Borzęcin Dolny, recogiendo a quienes, gitanos o no, quieran participar en el recuerdo del Porraimos. Algunos museos dedican una parte de su exposición permanente a la documentación de esta historia, como es el caso del Museo de la Cultura Romaní de Brno (República Checa) y el Museo Etnográfico de Tarnów (Polonia).
El 23 de octubre de 2007, el presidente rumano Traian Băsescu se disculpó públicamente por el papel desempeñado por su nación en el Porraimos, en lo que fue la primera declaración de un líder rumano. Hizo un llamamiento para que lo que sucedió en el Porraimos se enseñe en las escuelas, declarando que «debemos contar a nuestros hijos que hace seis décadas niños como ellos fueron enviados a morir de hambre y frío por el Estado rumano». Parte de esta disculpa se realizó en lengua gitana. Băsescu también otorgó a tres sobrevivientes del Porraimos la Orden por servicios leales.

## Gitanos musulmanes
Los gitanos musulmanes de Bosnia y Herzegovina y los gitanos musulmanes de Crimea quedaron exentos de persecución directa, con la ayuda de musulmanes bosnios y tártaros y la intervención del Gran Mufti de Jerusalén.